# Mugurel Surupăceanu
Mugurel Surupăceanu (n. 14 martie 1970) este un politician și om de afaceri român. A absolvit Facultatea de Matematica a Universității de Vest din Timișoara în 1993 și ulterior Facultatea de Științe Economice a Universității din Craiova în 1997. Este doctor în Științe Economice al Universității din Craiova 2009 și autorul unor publicații științifice și cărți în domeniul economic, abordarea tematică preponderentă fiind cea a investițiilor străine. Este fondatorul companiei Qia Energy, dezvoltator de proiecte energetice și furnizor de electricitate. Este căsătorit și are 3 copii.

## Viața publică
A fost Prefect al Județului Gorj în perioada 2004 - 2005 și deputat în Parlamentul României în mandatul 2008 - 2012, din partea PSD. A demisionat din PSD în octombrie 2012 și s-a dedicat exclusiv afacerilor.

## Controverse
Pe 25 mai 2009 Mugurel Surupăceanu a fost trimis în judeată de DNA pentru spălare de bani.
Pe 24 februarie 2015 acesta a fost achitat definitiv de Curtea de Apel Craiova în acest dosar.
Pe 15 iunie 2016 Mugurel Surupăceanu a fost trimis în judeată de DNA pentru instigare la abuz în serviciu.
Pe 23 ianuarie 2019 acesta a fost achitat definitiv de Curtea de Apel Craiova în acest dosar.

## Legăturiexterne
- Mugurel Surupăceanu Arhivat în 3 aprilie 2022, la Wayback Machine. la cdep.ro